# Boulevard Charles-Nédelec
Le boulevard Charles-Nédelec est une voie marseillaise.

## Situation et accès
Ce boulevard situé à la limite des 1er et 3e arrondissements de Marseille, débute place Jules-Guesde et se termine boulevard Maurice-Bourdet.
Ce grand boulevard en pente du centre-ville relie la Porte d’Aix à la gare de Marseille-Saint-Charles, située sur son extrémité est. Il mesure 337 mètres de long pour 22 mètres de large.

## Origine du nom
La rue doit son nom à Charles Émile Lucien Nédelec (1907-1944), menuisier et militant communiste français.

## Historique
Le boulevard s'appelait auparavant « boulevard de la Paix », faisant référence à la Paix éternelle du cimetière Saint-Charles qui était à proximité.
Il prend son actuel par délibération du conseil municipal de Marseille en date du 23 juillet 1945 et à la demande de la Confédération générale du travail. 

## Bâtiments remarquables et lieux de mémoire
- Au numéro 23 se trouve la Bourse du travail de Marseille.
- Au numéro 28 se trouve la direction des services départementaux de l’Éducation Nationale des Bouches-du-Rhône, aussi appelée Inspection académique.